# Galanthus reginae-olgae
Espèce
Statut de conservation UICN

 VU  : Vulnérable
Statut CITES
Galanthus reginae-olgae est une espèce de plantes herbacées vivaces à bulbe de la famille des Amaryllidaceae. Son nom vernaculaire anglais est Queen Olga's snowdrop et elle est originaire de Sicile et de l'ouest et du nord-ouest des Balkans (parties de la Grèce et de l'ex-Yougoslavie),. Certaines variantes produisent leurs fleurs blanches pendantes en automne, d'autres en hiver et au début du printemps. Elle est cultivée comme plante bulbeuse ornementale, préférant les situations plus chaudes dans le jardin que les autres espèces de Galanthus (perce-neige).

## Description
Galanthus reginae-olgae a des feuilles vert foncé avec une ligne centrale argentée et, une fois adultes, mesurent 11-15 cm de long sur 3-8 mm de large. Ses fleurs ont trois grands tépales extérieurs, d'un blanc pur, et trois tépales intérieurs plus petits, blancs avec des marques vertes variables près de l'extrémité. Les tépales extérieurs mesurent environ 15-35 mm de long, les tépales intérieurs 9-12 mm de long. Les populations de Galanthus reginae-olgae qui fleurissent à des moments différents, avec ou sans que les feuilles soient complètement développées, ont été décrites comme des espèces ou sous-espèces distinctes. Celles décrites comme Galantus reginae-olgae subsp. reginae-olgae fleurissent en automne, soit avant que les feuilles ne se développent, soit avec les feuilles. Ceux décrits comme Galantus reginae-olgae subsp. vernalis fleurissent à la fin de l'hiver ou au début du printemps, avec les feuilles.

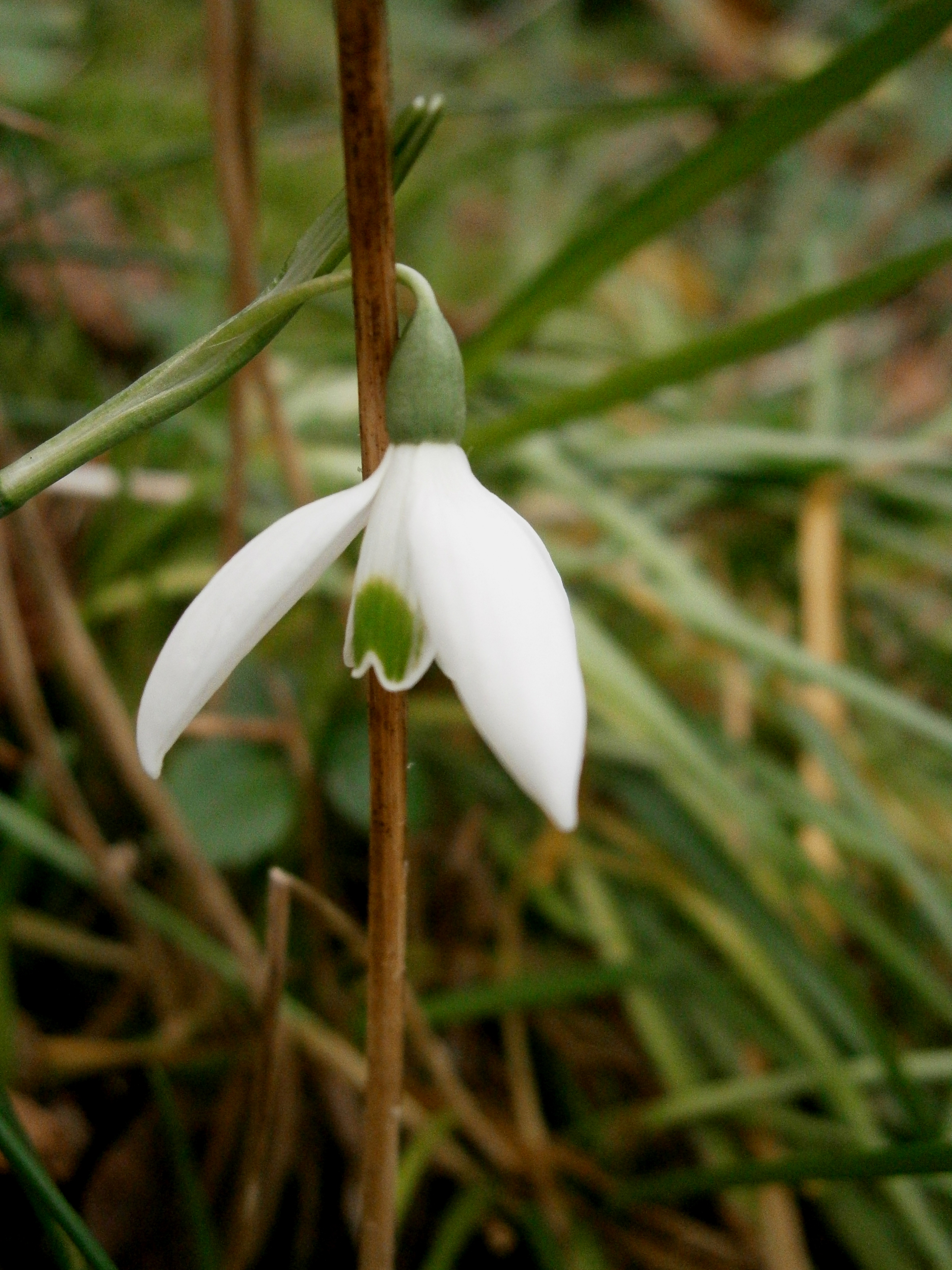
Fleur avec des marques vertes assez large
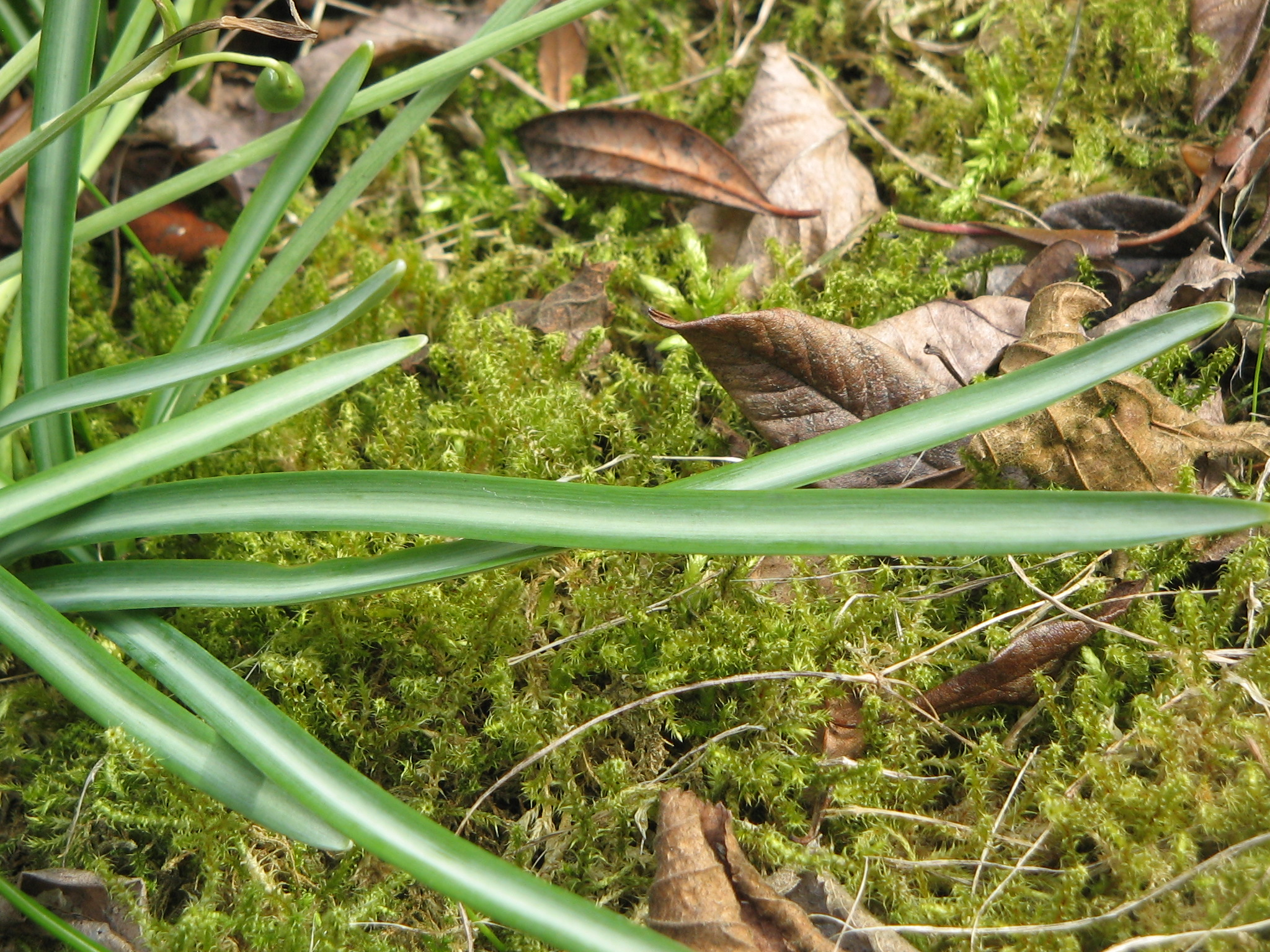
Feuilles
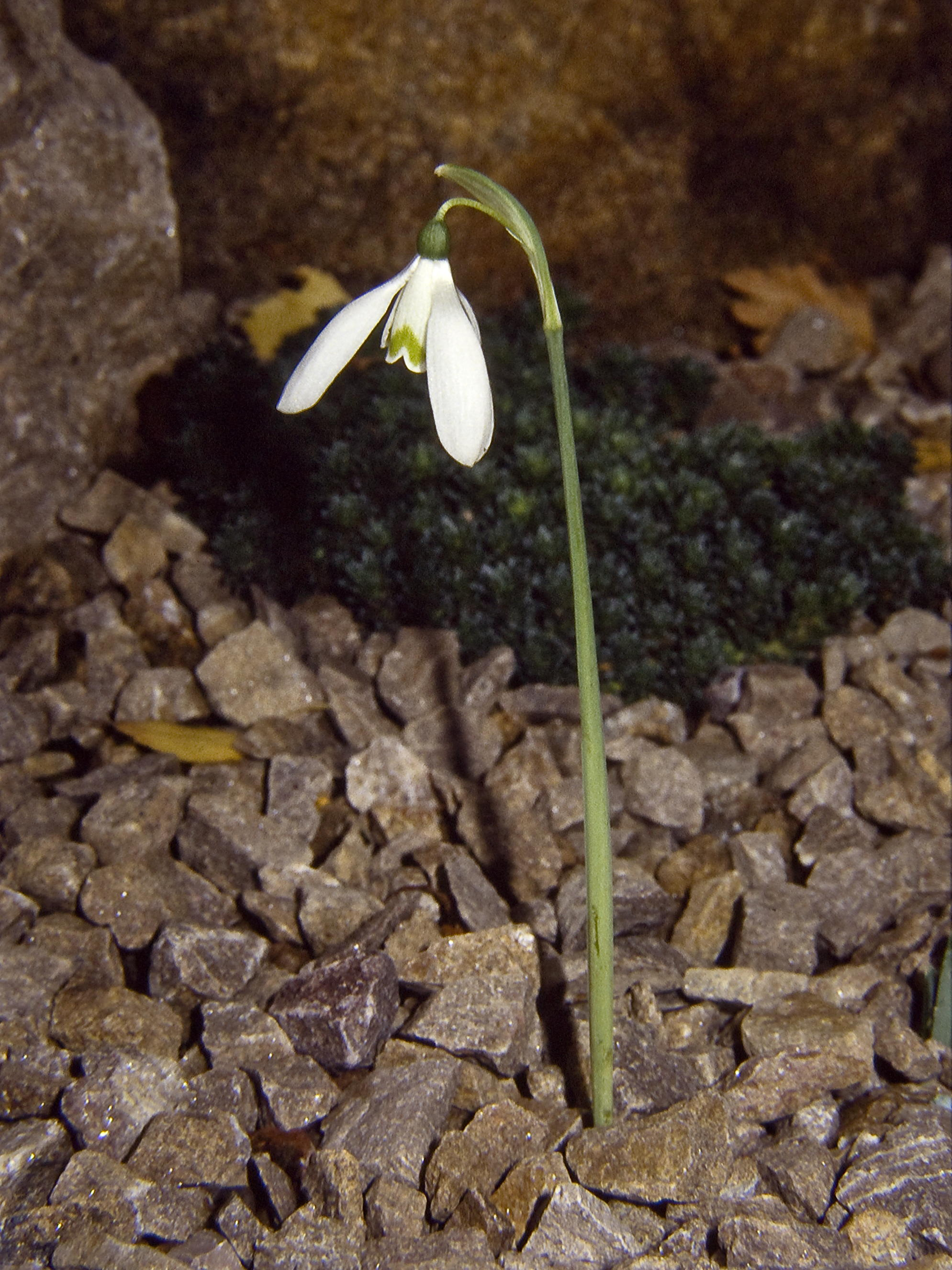
Floraison sans feuilles en Automne

## Taxonomie
Galanthus reginae-olgae a été décrit pour la première fois en 1876 par Theodoros Georgios Orphanides (d) (1817-1886). L'épithète reginae-olgae signifie de la reine Olga ; Olga Constantinovna de Russie était alors reine de Grèce. L'espèce (ou, lorsqu'elle est divisée en sous-espèces, sa sous-espèce autonyme) a été traitée comme Galanthus nivalis subsp. reginae-olgae,. D'autres synonymes régulièrement utilisés comprennent G. olgae et G. corcyrensis,. Le nom Galanthus corcyrensis a été particulièrement utilisé pour les plantes qui fleurissent à l'automne avec les feuilles plutôt qu'avant elles.

## Répartition et habitat
Galanthus reginae-olgae est originaire de Sicile et de certaines parties des Balkans, en particulier la Grèce et l'ancienne Yougoslavie. Cette plante pousse à la lisière des bois parmi les rochers calcaires ou dans le maquis dans des places relativement fraiches et ombragées,,.
Ce taxon se rencontre en Grèce, en Italie et au Monténégro. Sa présence est incertaine en Albanie.

## Culture
L'espèce Galanthus reginae-olgae est cultivée comme plante ornementale à bulbe, en particulier les variantes à floraison automnale. En culture, elle nécessite une position plus chaude et plus ensoleillée que la plupart des autres espèces de Galanthus. Le cultivar 'Cambridge', originaire du Jardin botanique de l'Université de Cambridge, a de grandes marques vertes sur les tépales internes.
Galanthus reginae-olgae subsp. reginae-olgae has received the Royal Horticultural Society's Award of Garden Merit.

## Liste des sous-espèces
Selon GBIF (24 juin 2024) :
- Galanthus reginae-olgae subsp. reginae-olgae  Orph.
- Galanthus reginae-olgae subsp. vernalis Kamari

## Systématique
Le nom correct complet (avec auteur) de ce taxon est Galanthus reginae-olgae Orph. (d).
Galanthus reginae-olgae a pour synonymes :
- Galanthus nivalis subsp. reginae-olgae (Orph.) Gottl.-Tann.
- Galanthus olgae Boiss. ex Orph.